# Ben Ferencz
Benjamin Berell Ferencz (Csolt, 1920. március 11. – Boynton Beach, Florida, 2023. április 7.) amerikai jogász. A második világháború után a náci háborús bűncselekmények nyomozója volt, és az Egyesült Államok hadseregének főügyésze az Einsatzgruppen-perben, amely egyike volt az amerikai hatóságok által Nürnbergben tartott 12 katonai tárgyalásnak. Később a nemzetközi jogállam és a Nemzetközi Büntetőbíróság létrehozásának szószólója lett. 1985-től 1996-ig a Pace Universityn a nemzetközi jog adjunktusa.

## Életrajza

### Fiatalkora, tanulmányai és katonai szolgálat
A Szatmár vármegyei Csolton született. Születése után néhány hónappal a trianoni békeszerződés értelmében Erdélyt és a Partiumot Romániához csatolták. Amikor Benjámin tíz hónapos volt, családja az Egyesült Államokba emigrált, saját elmondása szerint azért, hogy elkerüljék a magyar zsidók romániai üldözését, miután Románia hivatalosan átvette Erdély és a Partium irányítását. A család New Yorkban telepedett le, ahol a manhattani Lower East Side-on éltek. A szülei nem voltak kifejezetten vallásosak, de betartották az alapvető zsidó szokásokat. Apja cipész volt, azonban az Egyesült Államokban nem kapott munkát, mert az ottani cipőgyártást már olyan gépekkel végezték, amelyeket ő nem tudott kezelni. Végül egy zsidó segélyszervezetnek köszönhetően egy bérházban kapott házmesteri állást. 1926-ban szülei elváltak, nem sokkal később mindketten újraházasodtak. Otthon jiddisül beszéltek, ezért Ben alig tudott angolul, amikor megkezdte iskolai tanulmányait.
Először a queensi Townsend Harris High Schoolban tanult, ahonnan felvételt nyert a College of the City of New Yorkra. Itt látogatta élete első kriminalisztikai kurzusait. 1940-ben végzett a City College-on, a társadalomtudományi BA-n. A büntetőjogi vizsgájának eredményeként ösztöndíjat kapott a Harvard Law School-ba. Az egyetemen többek között Roscoe Pound  professzortól tanulhatott, és Sheldon Glueck kriminológus diákasszisztense volt, aki ebben az időben könyvet írt a háborús bűncselekményekről. 1943-ban végzett a Harvardon. Tanulmányai után behívták az amerikai hadseregbe, ahol a 115. légvédelmi tüzérosztályba került mint egy utánpótlási egység írnoka.
1945-ben George Patton tábornok 3. hadseregének parancsnokságára helyezték át, ahol egy olyan csapatba osztották be, amelynek feladata egy háborús bűncselekményekkel foglalkozó részleg felállítása és az ilyen bűncselekményekre vonatkozó bizonyítékok gyűjtése volt. Ebben a szerepben az amerikai hadsereg által felszabadított koncentrációs táborokba küldték.

### A Nürnbergi per ügyésze

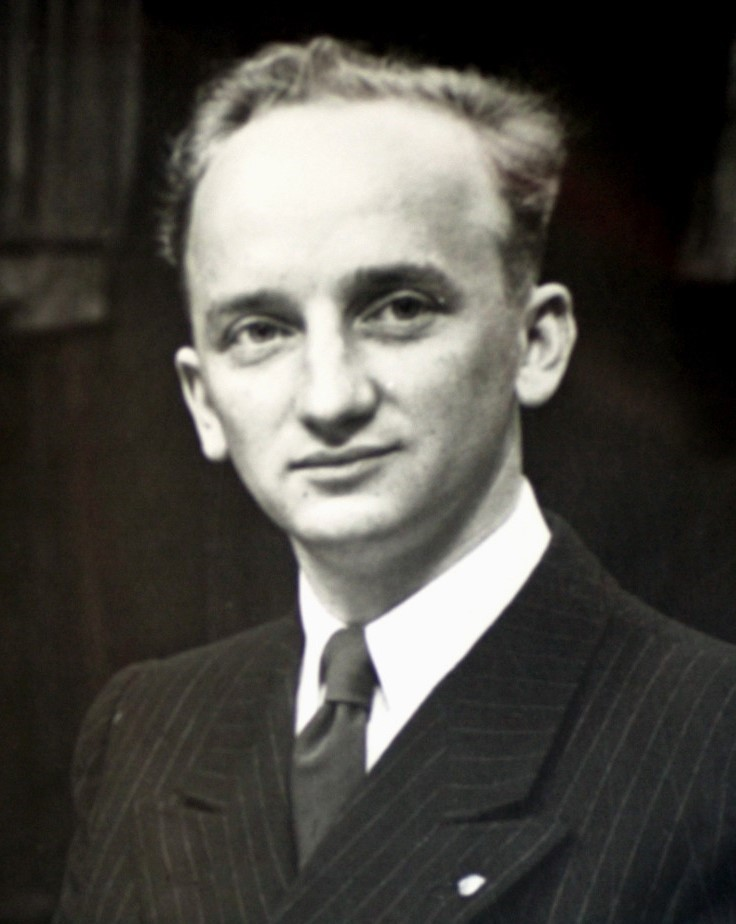
Huszonhét évesen

1945 karácsonyán leszerelt az amerikai hadseregtől őrmesteri rangban. Visszatért New Yorkba, majd a következő év márciusában David Marcus alezredes, az amerikai hadsereg háborús bűnökkel foglalkozó osztályának vezetője szerződtette az amerikai katonai bírósághoz Nürnbergbe. Szeptemberben Telford Taylor tábornok jogi csapatába került, s kinevezte őt az Einsatzgruppe-per főügyészévé – amely Ferencz első esete volt. A bíróság elé állított 22 férfit mind elítélték; közülük 13-an kaptak halálos ítéletet, amelyből végül négyet hajtottak végre. Ezt követően a per dokumentumainak kiadásával foglalkozott, hogy később forrásként szolgáljon a történészek és jogászok számára.
A The Washington Post 2005-ös interjújában feltárta néhány németországi tevékenységét, bemutatva, hogy mennyire különbözőek voltak a katonai jogi normák abban az időben:
Olyasvalaki, aki nem volt ott, soha nem fogja megérteni, mennyire lehetetlen volt a helyzet... Egyszer azt láttam, hogy a DP-k [hontalan személyek] megvertek egy SS-tagot, majd a krematórium acél ágyához rögzítették. Becsúsztatták a kemencébe, bekapcsolták a hőt, majd visszahúzták. Újra és újra megverték, és visszacsúsztatták, amíg élve meg nem égett. Semmit sem tettem, hogy megállítsam. Gondolom, hadonászhattam volna a fegyveremmel, vagy a levegőbe lőhettem volna, de erre nem voltam hajlandó. Ettől bűnrészessé válok a gyilkosságban? Tudja, hogy hogyan kaptam tanúvallomásokat? Bementem egy faluba, ahol mondjuk korábban egy amerikai pilóta ejtőernyővel leszállt és agyonverték, mindenkit a falhoz sorakoztattam. Aztán azt mondtam: "Aki hazudik, azt a helyszínen lelövik." Soha nem jutott eszembe, hogy a kényszer hatására tett nyilatkozatok érvénytelenek lennének.
A nürnbergi pert követően, feleségével, Gertrude-dal együtt, akit 1946. március 31-én New Yorkban feleségül vett Németországban maradt. Kurt Mayjel és másokkal együtt részt vett a nácik által üldözött személyek jóvátételi és rehabilitációs programjainak felállításában, és részt vett azokon a tárgyalásokon is, amelyek 1952. szeptember 10-én az Izrael és Nyugat-Németország közötti jóvátételi megállapodáshoz és 1953-ban az első német kárpótlási törvényhez vezettek. 1956-ban a család – ekkorra már négy gyermekük született – visszatért az Egyesült Államokba, ahol Ferencz magánjogi gyakorlatot kezdett  Telford Taylor partnereként. Miközben a zsidó kényszermunkásoknak a Flick-konszernnel (a Flick-per) szembeni követeléseit vizsgálta, megfigyelte "a történelem és a pszichológia érdekes jelenségét, miszerint a bűnöző nagyon gyakran áldozatként látja önmagát".

### Szerepe a Nemzetközi Büntetőbíróság megalakításában
A második világháború után közvetlenül szerzett tapasztalatok meghatározó benyomást tettek rá. Tizenhárom év után, és a vietnámi háború eseményeinek hatására Ferencz otthagyta a magánjogi gyakorlatot, és a Nemzetközi Büntetőbíróság intézményében dolgozott, amely az emberiség elleni bűncselekmények és a háborús bűncselekmények ügyében világszerte a legfelsőbb bíróságként szolgált. Több könyvet is kiadott erről a témáról. Már az 1975-ben megjelent Defining International Aggression-The Search for World Peace („Nemzetközi agresszió meghatározása: A világbéke keresése”) című könyvében is egy ilyen nemzetközi bíróság létrehozása mellett érvelt. 1985-től 1996-ig a Pace Universityn a nemzetközi jog adjunktusaként dolgozott.
A Nemzetközi Büntetőbíróság ténylegesen 2002. július 1-jén jött létre, amikor hatályba lépett a Nemzetközi Büntetőbíróság római statútuma. A Bush-kormány idején az USA aláírta a szerződést, de nem ratifikálta. George W. Bush adminisztrációja számos kétoldalú megállapodást kötött más államokkal, amelyek kizárták, hogy az Egyesült Államok állampolgárait a Nemzetközi Büntetőbíróság elé állíthassák.
Ferencz többször is ellenezte ezt az eljárást, és azt javasolta, hogy az Egyesült Államok fenntartások nélkül csatlakozzon a Nemzetközi Büntetőbírósághoz, mivel régóta bevett gyakorlat volt, hogy "a törvényeket mindenkire egyformán kell alkalmazni", nemzetközi viszonylatban is. Ennek jegyében javasolta egy 2006. augusztus 25-én adott interjúban, hogy nemcsak Szaddám Huszeint, hanem George W. Bush-t is bíróság elé kell állítani, mert az iraki háborút az Egyesült Államok az ENSZ Biztonsági Tanácsának engedélye nélkül kezdte meg. 2013-ban Ferencz még egyszer kijelentette, hogy "a fegyveres erő alkalmazását politikai cél elérése érdekében nemzetközi és nemzeti bűncselekményként kell megítélni".

### Későbbi évek

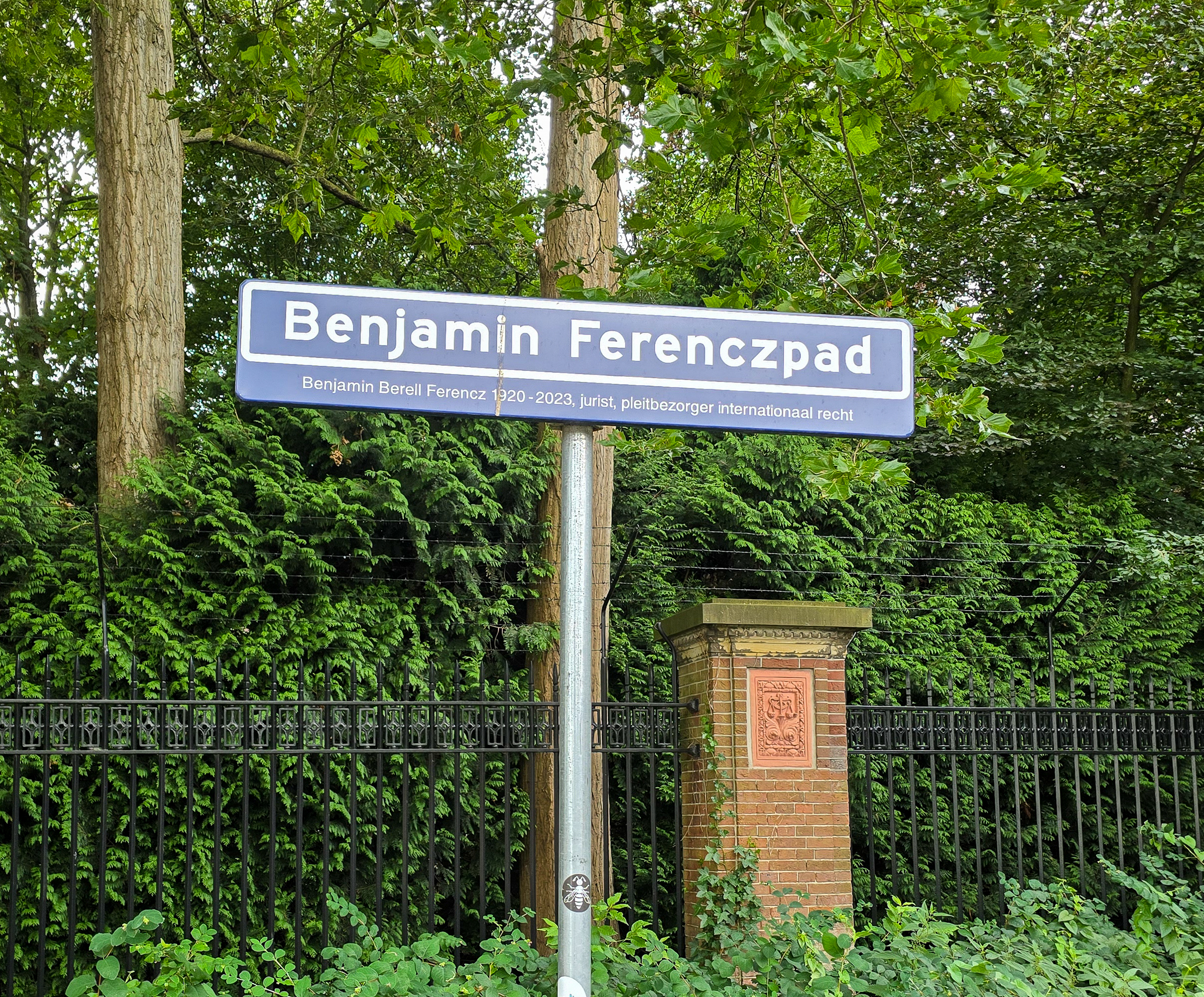
A róla elnevezett sétány utcanévtáblája Hágában

2009-ben Erasmus-díjat adományoztak számára; a díjat olyan magánszemélyek vagy intézmények kaphatják, amelyek jelentős mértékben hozzájárultak az európai kultúrához, társadalomhoz vagy a társadalomtudományhoz.
2011. május 3-án, két nappal Oszáma bin Láden halálának bejelentése után a The New York Times közzétett egy általa írt levelet, amely szerint "az illegális és felhatalmazás nélküli kivégzés – még tömeggyilkosság gyanúja miatt is – aláássa a demokráciát". Ugyanebben az évben elmondja az egyik vádbeszédet Thomas Lubanga Dyilo kongói milíciavezér perében Ugandában.
2012. március 16-án a The New York Times szerkesztőjének írt újabb levelében Ferencz a Nemzetközi Büntetőbíróság Thomas Lubanga elítélését "mérföldkőnek tekintette a nemzetközi büntetőjog fejlődésében".
2017 áprilisában a hágai Béke Palota melletti gyalogutat róla nevezték el Benjamin Ferenczpad-nak (Benjamin Ferencz út), s őt mint a „nemzetközi igazságszolgáltatás egyik vezéralakja” jelzővel illették. A város (nemzetközi ügyekért felelős) alpolgármestere, Saskia Bruines Washingtonba utazott, hogy jelképesen bemutassa az utcatáblát Ferencznek. Május 7-én Ferenczzel interjút készítettek a CBS 60 Minutes című műsorában.
2018-ban Barry Avrich rendező egy dokumentumfilmet készített az életéről, a Prosecuting Evil címmel, amit a Netflix-en tettek elérhetővé. Ugyanebben az évben interjút készítettek vele a 2018-as Michael Moore Fahrenheit 11/9 című dokumentumfilmhez is.
2019. június 20-án Yaacov Heller képzőművész megtisztelte őt egy általa készített mellszoborral –, megemlékezve a népirtás megelőzésének szentelt rendkívüli életéről.
2020. január 16-án a The New York Times közölte levelét, amelyben kritizálta Kászem Szolejmáni iráni tábornok meggyilkolását, a levélben meg nem említve, "erkölcstelen cselekedetnek [és] a nemzeti és a nemzetközi jog egyértelmű megsértésének" titulálta. Két hónappal később töltötte be 100. életévét. Hat hónappal később, szeptember 7-én a Two Heads Are Better Than One: Making of the Ben Ferencz Bust címmel mutatták be a Ferencz és Yaacov Heller főszereplésével készült dokumentumfilmet, amelyet Eric Kline rendezett.

## Magánélete
1946-ban New Yorkban vette el tinédzserkori szerelmét, Gertrude-ot, akivel több mint 70 évig voltak házasok, Gertrude 2019-es haláláig. Négy gyermekük született.

## Művei (válogatás)
- Ferencz, B.: "The 'Immoral Killing of the Iranian General" New York Times, 2020. január 16.
- Ferencz, B.: " Kriegsverbrechen, Restitution, Prävention. Aus dem Vorlass von Benjamin B. Ferencz", szerk.: Constantin Goschler, Marcus Böick, Julia Reus, Göttingen, 2019 (dokumentumgyűjtemény, nyílt hozzáférés).
- Ferencz, B.: Mémoires de Ben, Procureur à Nuremberg et avocat de la paix mondiale, (önéletrajz), Michalon, Párizs, 2012
- Ferencz, B.: New Legal Foundations for Global Survival: Security Through the Security Council, Oceana, 1994
- Ferencz, B.: Keyes, Jr.: Planethood: The Key to Your Future, Vision Books, 1988 (reprint 1991)
- Ferencz, B.: A Common Sense Guide to World Peace, Oceana, 1985
- Ferencz, B.: Enforcing International Law: A Way to World Peace, Oceana, 1983
- Ferencz, B.: Less Than Slaves: Jewish Forced Labor and the Quest for Compensation, Harvard 1979. Reprint 2002, Indiana University Press & USHMM
- Ferencz, B.: An International Criminal Court: A Step Toward World Peace, Oceana, 1980
- Ferencz, B.: Defining International Aggression: The Search for World Peace, Oceana, 1975

## Előadások
- A nemzetközi büntetőjog alakulása – Személyes beszámoló az ENSZ Nemzetközi Jogi Audiovizuális Könyvtárának előadássorozatában

## Díjai, elismerései
- 1980: National Jewish Book Award a holokauszt kategóriában a Less Than Slaves: Jewish Forced Labor and the Quest for Compensation című művéért, amely a zsidó kényszermunkások kártalanításainak tárgyalásairól szól[38]
- 2009: Erasmus-díj (Antonio Cassese jogászprofesszorral együtt)
- 2010: Német Szövetségi Köztársaság Rendjének Nagykeresztje
- 2015: Elie Wiesel Award
- 2013: Dag Hammarskjöld Medal
- 2021: a Kölni Egyetem díszdoktora[39]

## Fordítás
- Ez a szócikk részben vagy egészben  a   Ben Ferencz című angol Wikipédia-szócikk ezen változatának fordításán alapul.  Az eredeti cikk szerkesztőit annak laptörténete sorolja fel. Ez a jelzés csupán a megfogalmazás eredetét és a szerzői jogokat jelzi, nem szolgál a cikkben szereplő információk forrásmegjelöléseként.